# Jugoslavien i olympiska sommarspelen 1928
Jugoslavien deltog med 34 deltagare vid de olympiska sommarspelen 1928 i Amsterdam. Totalt vann de en guldmedalj, en silvermedalj och tre bronsmedaljer.

## Medaljer

### Guld
- Leon Štukelj - Gymnastik, ringar.

### Silver
- Josip Primožič - Gymnastik, barr.

### Brons
- Leon Štukelj - Gymnastik, mångkamp.
- Eduard Antonijevič, Dragutin Cioti, Stane Derganc, Boris Gregorka, Anton Malej, Ivan Porenta, Josip Primožič och Leon Štukelj - Gymnastik, mångkamp.
- Stane Derganc - Gymnastik, hopp.